# Rouessé-Vassé

Rouessé-Vassé este o comună în departamentul Sarthe, Franța. În 2009 avea o populație de 797 de locuitori.